# Stylaster profundiporus
Stylaster profundiporus is een hydroïdpoliep uit de familie Stylasteridae. De poliep komt uit het geslacht Stylaster. Stylaster profundiporus werd in 1936 voor het eerst wetenschappelijk beschreven door Broch. 